# أسميدال
أسميدال مجموعة كيميائية جزائرية متخصصة في إنتاج الأسمدة ومنتجات الصحة النباتية .
وتتمثل أنشطتها الرئيسية في تصنيع وتسويق الأسمدة النيتروجينية ، مثل اليوريا والنترات . كما يقوم بتوليف وبيع الأمونيا ، وهي عنصر أساسي لتصنيع الأسمدة النيتروجينية الاصطناعية.

## التاريخ
تنتج الشركة الوطنية للأسمدة ومنتجات الصحة النباتية المسماة أسميدال ، عن إعادة هيكلة سوناطراك عام 1984.
في أغسطس 2015 ، أسميدال ارتبط بمجموعة سوناطراك ، وزارة الطاقة ، بدلاً من وزارة الصناعة والمناجم.

## الحكم

### إدارة الشركة
- ميلود لوهيشي (2015-2020)
- حسين محمد طاهر (منذ 2020) [2]

## مذكرات و مراجع
1. ↑  "Exclusif- Ouyahia rattache Asmidal à Sonatrach, exclut le ministère de l'Industrie". 8 novembre 2017. مؤرشف من الأصل في 2020-07-02. اطلع عليه بتاريخ أكتوبر 2020. {{استشهاد ويب}}: تحقق من التاريخ في: |تاريخ الوصول= و|تاريخ= (مساعدة)
2. ↑  "Groupe Asmida Annaba : nomination d'un nouveau pdg". El Watan. 12 mai 2020. مؤرشف من الأصل في 2020-07-01. {{استشهاد ويب}}: تحقق من التاريخ في: |تاريخ= (مساعدة)

## انظر كذلك
- اقتصاد الجزائر
- قائمة الشركات الجزائرية

### رابط خارجي
- موقع رسمي